# Beatrice Masilingi
Beatrice Masilingi (10 de abril de 2003) es una deportista de Namibia que compite en atletismo. Ganó una medalla de plata en el Campeonato Mundial de Atletismo Sub-20 de 2021, en la prueba de 100 m.